# 艾莉森·希格森
艾莉森·希格森（英語：Allison Higson，1973年3月13日—），加拿大女子游泳运动员。她曾代表加拿大参加1988年和1992年夏季奥林匹克运动会游泳比赛，其中1988年奥运会获得一枚铜牌。